# Ángel Antonio Recinos Lemus
Ángel Antonio Recinos Lemus (* 2. August 1963 in Azulco, Departamento Jutiapa, Guatemala) ist ein guatemaltekischer Geistlicher und römisch-katholischer Bischof von Zacapa y Santo Cristo de Esquipulas. 

## Leben
Ángel Antonio Recinos Lemus studierte zunächst von 1981 bis 1985 an der Fakultät für Informatik und Computerwissenschaften an der Universidad Francisco Marroquín in Guatemala-Stadt, wo er einen Abschluss als Systemingenieur erwarb. Bis zur Aufnahme des Philosophiestudiums an der Universität Rafael Landívar im Jahr 1987 arbeitete er als Informatiker für verschiedene Unternehmen. Seine theologischen Studien absolvierte er am nationalen Priesterseminar Nuestra Señora de la Asunción in Guatemala-Stadt. Am 3. Dezember 1994 empfing er die Priesterweihe für das Bistum Jalapa.
Neben verschiedenen Aufgaben in der Pfarrseelsorge war er von 1994 bis 1995 für das Knabenseminar des Bistums Jalapa verantwortlich. Von 1997 bis 2000 vertrat er das Bistum in der Bischofskonferenz in Fragen der Seelsorge für die Angehörigen der Indigenen Völker. Im Projekt Red de Informatica de la Iglesia en América Latina für die Nutzung der modernen Informationstechnologien für den Verkündigungsdienst der Kirche in Lateinamerika vertrat er die Diözesen Guatemalas in den Jahren 1998 und 1999. Von 200 bis 2003 studierte er an der Päpstlichen Universität Gregoriana Biblische Theologie und erwarb das Lizenziat. Anschließend war er Professor für Exegese am Nationalseminar in Guatemala-Stadt und von 2005 bis 2009 akademischer Direktor des theologischen Instituts des Seminars. An der Universität Rafael Landívar hatte er in dieser Zeit einen Lehrauftrag als Dozent für Exegese. Ab 2012 war er außerdem Mitarbeiter der Pastoralkommission für den Umweltschutz im Bistum Jalapa.
Papst Franziskus ernannte ihn am 22. Februar 2016 zum Bischof von Zacapa. Die Bischofsweihe spendete ihm der Bischof von Sololá-Chimaltenango, Gonzalo de Villa y Vásquez SJ, am 21. Mai desselben Jahres. Mitkonsekratoren waren der Bischof von Jalapa, Julio Edgar Cabrera Ovalle, und der Bischof von Santa Rosa de Lima, Bernabé de Jesús Sagastume Lemus OFMCap.